# Серёгина, Анна Григорьевна
Анна Григорьевна Серёгина (1915—?) — прядильщица комбината Трёхгорной мануфактуры им. Ф. Э. Дзержинского, депутат Верховного Совета СССР 2-го созыва.

## Биография
Анна Серёгина родилась в 1915 году в селе Столпцы (ныне Старожиловский район Рязанской области) в многодетной семье крестьян Григория Егоровича и Екатерины Ивановны. Окончив сельскую школу-четырёхлетку в возрасте 17 лет переехала в Москву. Там она поступила в школу фабрично-заводского ученичества при Трёхгорной мануфактуре. Окончив ФЗУ, стала работать в прядильном цехе.
Во время Великой Отечественной войны освоила выпуск пряжи особого сорта, работала одновременно на четырёх ватерах. Иные дни работала по 12-14 часов подряд. Как передовую стахановку, её избрали профоргом участка. По вечерам Анна Серёгина посещала школа рабочей молодёжи. За трудовую деятельность в годы войны была награждена двумя медалями. После войны она была удостоена звания лучшей прядильщицы Трёхгорной мануфактуры. В 1945 году Анна Серёгина обслуживала одновременно 1296 верётен и выработала сверх плана 2352 кг пряжи, из которых было изготовлено более 30 000 м ткани. Она занималась обучением других работниц мануфактуры.
В январе 1946 года Анна Серёгина была выдвинута кандидатом в депутаты Совета Союза Верховного Совета СССР по Краснопресненскому избирательному округу общим собранием коллективов Трёхгорной мануфактуры, завода «Пролетарский труд», фабрики им. Сакко и Ванцетти, фабрики «8 марта». Избрана депутатом Верховного Совета СССР по итогам выборов 10 февраля 1946 года.